# God Forgives, I Don’t
God Forgives, I Don’t – piąty studyjny album amerykańskiego rapera o pseudonimie artystycznym Rick Ross. Został wydany 31 lipca 2012 roku nakładem dwóch wytwórni Maybach Music Group i Def Jam Recordings. Producentem wykonawczym płyty był sam raper, natomiast podkłady muzyczne wykonali między innymi Jake One, Cool & Dre, J.U.S.T.I.C.E. League, Pharrell Williams czy Lee Major. W wersji podstawowej albumu znajduje się 15 utworów. W rozszerzonej (Deluxe Edition) jest o dwa więcej. Wśród gości pojawili się tacy muzycy jak Lil Wayne, Usher, Ne-Yo, Drake, Dr. Dre i Jay-Z czy piosenkarka Adele. W poszerzonej wersji płyty gościli raper Nas i wokalista John Legend. Singlami promującymi album były utwory pt. „Touch’N You”, „So Sophisticated” i „Hold Me Back”.

## Lista utworów
1. „Pray For Us” (featuring DJ Khaled & Lonnie Baxter)
2. „Pirates”
3. „3 Kings” (featuring Dr. Dre & Jay-Z)
4. „Ashamed”
5. „Maybach Music IV” (featuring Ne-Yo)
6. „Sixteen” (featuring Andre 3000)
7. „Amsterdam”
8. „Hold Me Back”
9. „911”
10. „So Sophisticated” (featuring Meek Mill)
11. „Presidential” (featuring Elijah Blake)
12. „Ice Cold” (featuring Omarion)
13. „Touch’N You” (featuring Usher)
14. „Diced Pineapples” (featuring Wale & Drake)
15. „Ten Jesus Pieces” (featuring Stalley)
16. „Triple Beam Dreams” (featuring Nas) (Deluxe edition)
17. „Rich Forever” (featuring John Legend) (Deluxe edition)

## Daty wydań
| Kraj              | Data             | Format               | Wydawca         | Edycja                   |
| ----------------- | ---------------- | -------------------- | --------------- | ------------------------ |
| Niemcy            | 30 lipca, 2012   | CD, digital download | Universal Music | standardowa              |
| Wielka Brytania   | 30 lipca, 2012   | CD, digital download | Mercury         | standardowa, rozszerzona |
| Kanada            | 31 lipca 2012    | CD, digital download | Universal Music | standardowa, rozszerzona |
| Stany Zjednoczone | 31 lipca 2012    | CD, digital download | Def Jam         | standardowa, rozszerzona |
| Filipiny          | 9 sierpnia 2012  | CD, digital download | MCA Records     | standardowa              |
| Australia         | 14 sierpnia 2012 | CD, digital download | Universal Music | standardowa, rozszerzona |
| Japonia           | 14 sierpnia 2012 | CD, digital download | Universal Music | standardowa, rozszerzona |